# Chi Kim oanh
Chi Kim oanh (danh pháp khoa học: Leiothrix) là một chi chim trong họ Leiothrichidae.

## Các loài
- Leiothrix lutea - Kim oanh mỏ đỏ
- Leiothrix argentauris - Kim oanh tai bạc

## Hình ảnh

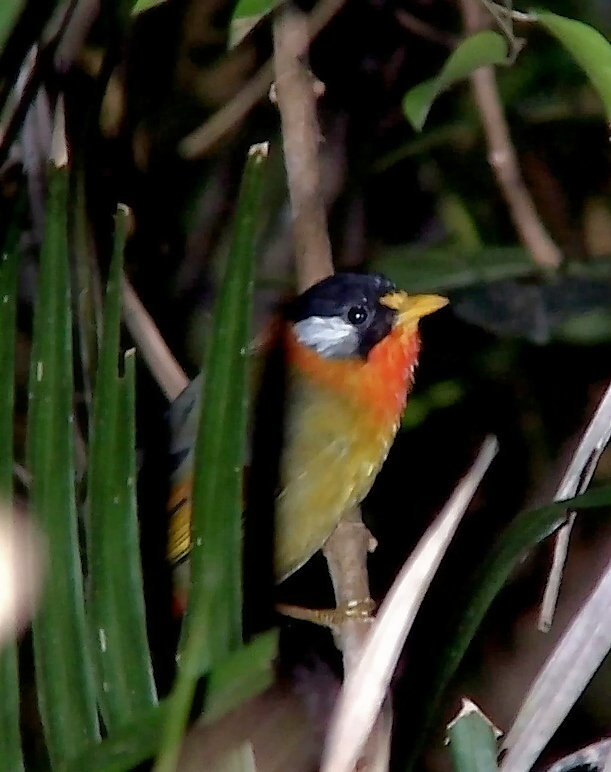
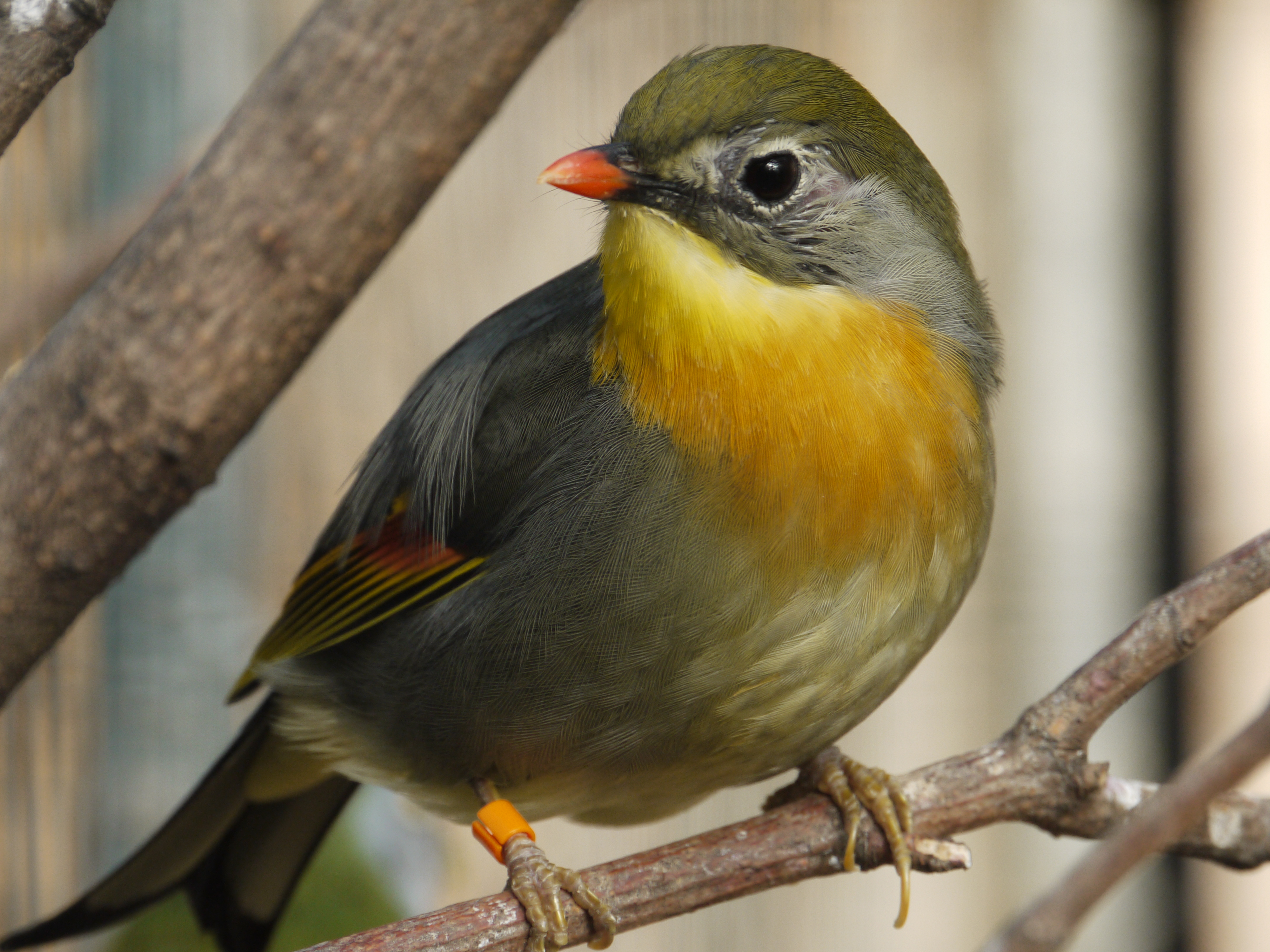
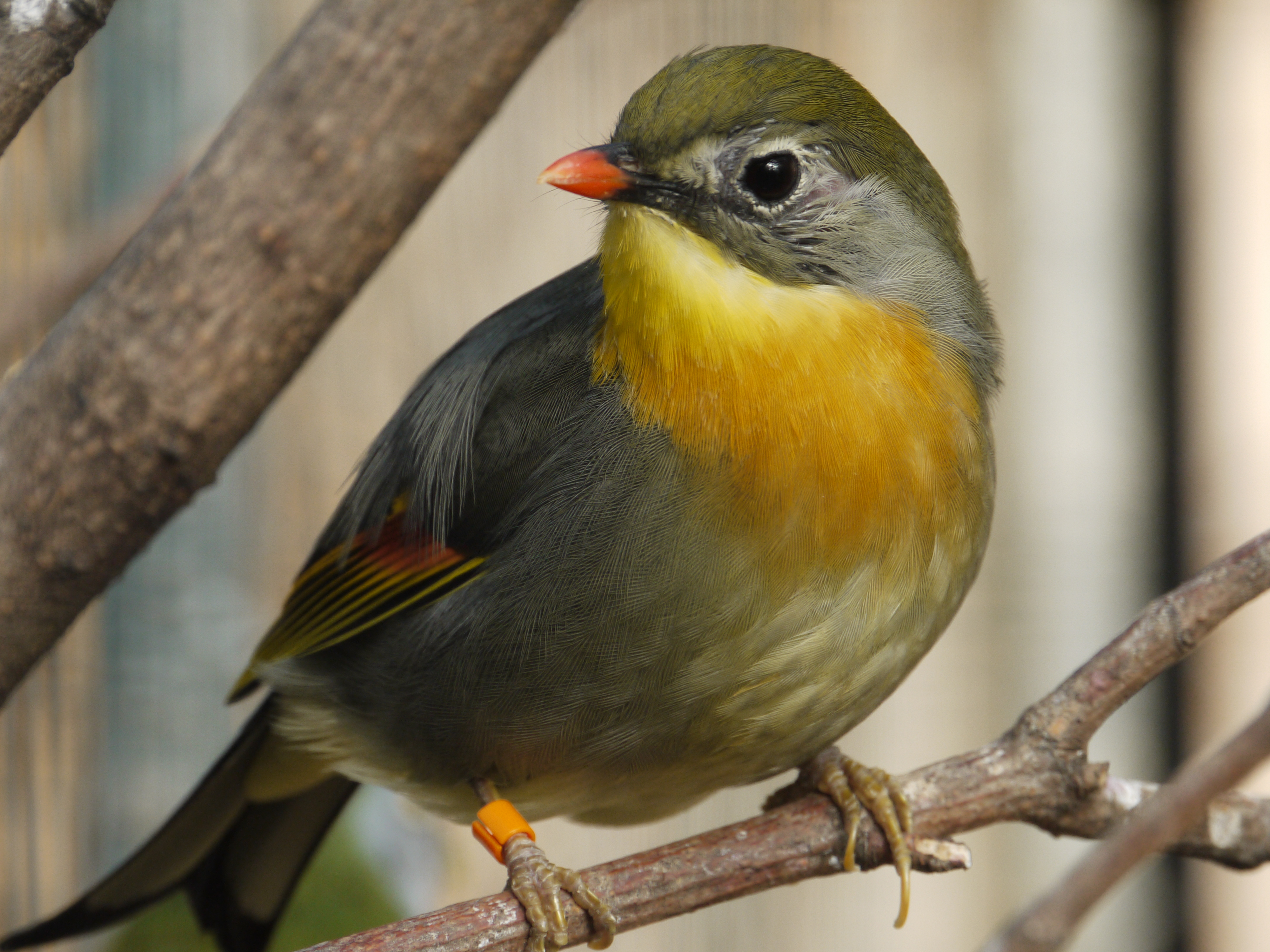